# Пименов, Юрий Иванович
Ю́рий (Георгий) Ива́нович Пи́менов (13 [26] ноября 1903, Москва — 6 сентября 1977, там же) — советский, российский художник-живописец, график, сценограф, плакатист, педагог. Академик АХ СССР (1962; член-корреспондент 1954). Народный художник СССР (1970). Лауреат двух Сталинских премий второй степени (1947, 1950) и Ленинской премии (1967).

## Биография
Родился 13 (26) ноября 1903 года в Москве в семье помощника присяжного поверенного Ивана Васильевича Пименова и Клавдии Михайловны Пименовой, происходившей из московского купеческого рода Бабаниных.
С 7 лет учился в 10-й Московской гимназии. В 1915 году по рекомендации гимназического учителя рисования Алфёрова его устроили в Замоскворецкую школу рисования и живописи; по свидетельству самого Пименова: «Учась в гимназии, я с двенадцати лет начал ходить в воскресную школу рисования и живописи. <…> Художником решил стать обязательно <…> Дома я рисовал пейзажи и срисовывал с открыток Серова, Сомова».
В 1920—1925 годах учился во ВХУТЕМАСе на живописном и полиграфическом факультетах у В. А. Фаворского и С. В. Малютина: «Я учился у Малютина, Шемякина, Фалилеева и очень благодарен им. Но большее вхутемасовское время я проучился у Фаворского и — может быть, без права — хочу считать себя его учеником…» С 1923 года работал в журналах: делал иллюстрации для журналов «Красная нива», «Прожектор»; затем — «Самолёт», «30 дней», «Советский экран» и других. Однако на первом месте в это время для него была станковая живопись; по окончании учёбы в 1925 году он стал одним из учредителей Общества станковистов (ОСТ). С январе 1931 года часть ОСТа образовала общество художников «Изобригада», в которую членом-учредителем и Пименов. Он был также членом АХРС. В 1928 году он посетил Италию и Германию.
В ранний период испытал большое влияние немецкого экспрессионизма, что во многом объясняет надрывно-драматическую остроту лучших его картин этих лет: «Инвалиды войны» (1926, Государственный Русский музей), «Даёшь тяжёлую индустрию!» (1927); «Солдаты переходят на сторону революции» (1932; обе — в Третьяковской галерее).
В 1931 году женился на Наталье Константиновне Бернадской.
В 1932 году вышло «Постановление о перестройке литературно-художественных организаций», которое сразу прекратило деятельность всех объединений, в том числе и «Изобригады»; для Пименова наступили тяжёлые времена, о которых он вспоминал:
«…Это было мое трудное время. У меня расползлись нервы, я совсем не мог работать. К тому же меня постигли и профессиональные беды: одну книжку, которую я иллюстрировал, за рисунки признали формалистической, и я оказался без денег и без работы, так как после этой книжки работы в журналах мне не давали, и мы существовали на те деньги, которые стенографией зарабатывала моя жена». Результатом стала переоценка Пименовым своего творчества. В 1930-е годы главной темой его творчества стал город; в 1937 году он создал одно из самых известных своих произведений — картину «Новая Москва» (Третьяковская галерея), в которой в полной мере раскрылась обновленная, более светлая, свободная манера живописи художника. Он перешёл к обновлённому импрессионизму, исповедуя творческий принцип «прекрасного мгновения», лёгкого и артистичного образа-впечатления. Работал в театрально-декорационном искусстве, занимался иллюстрацией книг, монументально-декоративными работами (панно). За панно «Стахановское движение» для павильона СССР на Всемирной выставке 1937 года в Париже получил золотую медаль. Стал мастером рекламного киноплаката, в котором использовал элементы станкового искусства.
В 1936—1937 годах преподавал в московском Институте повышения квалификации художников-живописцев.
Оформил спектакли — «Мастер из Кламси» Д. Б. Кабалевского (Малый оперный театр, Ленинград, 1938), «Сирано де Бержерак» Э. Ростана (Театр им. Ленинского комсомола, Москва, 1943), «Копилка» Э. Лабиша и А. Делакруа (Центральный театр Красной Армии, Москва, 1945), «За тех, кто в море!» Б. А. Лавренёва (Малый театр, Москва, 1946), «Степь широка» Н. Г. Винникова (1949), «Под чужим небом» Б. Р. Изакова (1951), «Сергей Лазо» Е. М. Бондаревой (1952), «Весенний поток» Ю. П. Чепурина (1953) — все Центральный театр Советской Армии, Москва, балет «Снегурочка» П. И. Чайковского («Фестиваль-балет», Лондон, 1960-61), «Вишнёвый сад» А. П. Чехова (Центральный театр Советской Армии, 1965) и другие.
В 1941—1945 годах он работал в Окнах ТАСС. В 1943 году был командирован на Северо-Западный фронт, в район Старой Руссы и в Ленинград; создал серию произведений на военную тематику. Другой главной темой в его в это время стало изображение героев тыла. В 1949 году как художник он работал на съёмках фильма «Кубанские казаки».
В 1945—1972 годах преподавал на художественном факультете во ВГИКе, профессор с 1947 года. В 1954 году избран членом-корреспондентом, в 1962 — действительным членом Академии художеств СССР. Член Союза художников СССР.
В 1966 году подписал письмо 25-ти деятелей культуры и науки Генеральному секретарю ЦК КПСС Л. И. Брежневу против реабилитации И. Сталина.
Умер 6 сентября 1977 года в Москве. Похоронен на Новодевичьем кладбище (уч. № 7).

## Выставки
- 2012 — «Выставка графических листов Юрия Пименова Архивная копия от 1 августа 2017 на Wayback Machine», галерея Открытый клуб, Москва
- 2021 — Ретроспективная выставка в Государственной Третьяковской галерее.

## Известные работы
- Инвалиды Войны (1926)
- Художники в мастерской. А. Д. Гончаров и Ю. И. Пименов (тушь, гуашь, 1928; ГТГ).
- З. Райх в роли Маргариты Готье (акварель, гуашь, 1934; ГТГ).
- Свадьба на завтрашней улице (1960).
- Т. Самойлова в роли Анны Карениной (1966).

### Произведения на рынке искусства
На открытые аукционные торги было выставлено более ста работ художника. Рекордная цена за работу Ю. И. Пименова — 1 538 500 $ — была заплачена за крупноформатный (примерно 2,5 х 1 метр) холст 1950 года «Праздник Первомая» на нью-йоркских торгах Sotheby’s 4 ноября 2010 года. За его работу «Похищение Европы» на Sotheby’s (Лондон) 7 июня 2010 года было заплачено 433 250 £ (626 869 $).

## Музеи
По данным Государственного музейного Каталога России на начало 2024 года 309 произведений художника хранится в фондах музеев России.

## Награды и звания
- Заслуженный деятель искусств РСФСР (1957)
- Народный художник РСФСР (1962)
- Народный художник СССР (1970)
- Ленинская премия (1967) — за серию работ «Новые кварталы» (1963—1967)[4]
- Сталинская премия второй степени (1947) — за оформление спектакля «За тех, кто в море!» Б. А. Лавренёва, поставленного на сцене ГАМТ (1946)
- Сталинская премия второй степени (1950) — за оформление спектакля «Степь широкая» Н. Г. Винникова, поставленного на сцене ЦТСА (1949)
- Орден Ленина (1973)
- Орден Трудового Красного Знамени (1963)
- Медаль «В память 800-летия Москвы»«Футбол» (1926) на марке России (2017) «Свадьба на завтрашней улице» (1962) на марке СССР
- Медаль «За доблестный труд в Великой Отечественной войне 1941—1945 гг.»
- Серебряная медаль Министерства культуры СССР (1958)
- Золотая медаль и Диплом I степени АХ СССР (1964)
- Золотая медаль Всемирной выставки в Париже (1937).